# 2023 en Chine
Cette page concerne des événements qui se sont produits durant l'année 2023 du calendrier grégorien en Chine.
 2021 par pays en Asie — 2022 par pays en Asie — 2023 par pays en Asie — 2024 par pays en Asie — 2025 par pays en Asie

## Événements

### Mars
- 10 mars : élection présidentielle, Xi Jinping est réélu pour un troisième mandat.
- 11 mars : Li Qiang est nommé premier ministre.

### Avril
- du 5 au 7 avril : Visite officielle d'Emmanuel Macron, qui rencontre Xi Jinping et Ursula von der Leyen

### Juin
- 21 juin : une explosion dans un restaurant de Yinchuan tue 31 personnes.

### Juillet
- 25 juillet : Wang Yi devient ministre des Affaires étrangères en remplacement de Qin Gang.

### Octobre
- 24 octobre : Li Shangfu est démis de ses fonctions de ministre de la Défense.

### Décembre
- 3 décembre : une flotte de plus de 135 bateaux de la police maritime chinoise prend position autour du récif Whitsun (320km à l'ouest de l'île de Palawan), appartenant aux Philippines mais revendiqué par la Chine, et ignorent les appels des garde-côtes philippins[1] ;
- 18 décembre : au moins 86 personnes sont tuées et 96 autres sont blessées par un séisme de magnitude 5,9 à Jishishan (Gansu)[2] ;

#### Articles sur l'année 2023 en Chine
- Pandémie de Covid-19 en Chine

#### L'année sportive 2023 en Chine
- Championnat de Chine de football
- Grand Prix automobile de Chine 2023
- Jeux asiatiques de 2022

#### L'année 2023 dans le reste du monde
- L'année 2023 dans le monde
- 2023 par pays en Amérique, 2023 au Canada, 2023 au Québec, 2023 aux États-Unis
- 2023 en Europe, 2023 en Belgique, 2023 en France, 2023 en Italie, 2023 en Suisse
- 2023 en Afrique • 2023 par pays en Asie • 2023 par pays en Océanie
- 2023 aux Nations unies
- Décès en 2023